# Flughafen Toktogul

i8
i11
i13
Der Flughafen Toktogul (kirgisisch Токтогул аэропорту, russisch Токтогулский аэропорт ICAO-Code: UAFX, RU-LID: ТГЛ) ist der Flughafen der Stadt Toktogul im gleichnamigen Rajon in Kirgisistan. 
Der Flughafen wird nur bei Tageslicht betrieben.

## Geschichte
Der Flughafen wurde in den 1950er-Jahren gebaut, um die Ingenieure und Arbeiter der Toktogul-Talsperre zu versorgen. Die derzeitige Landebahn stammt aus dem Jahr 1970.